# Ludwig Oechslin

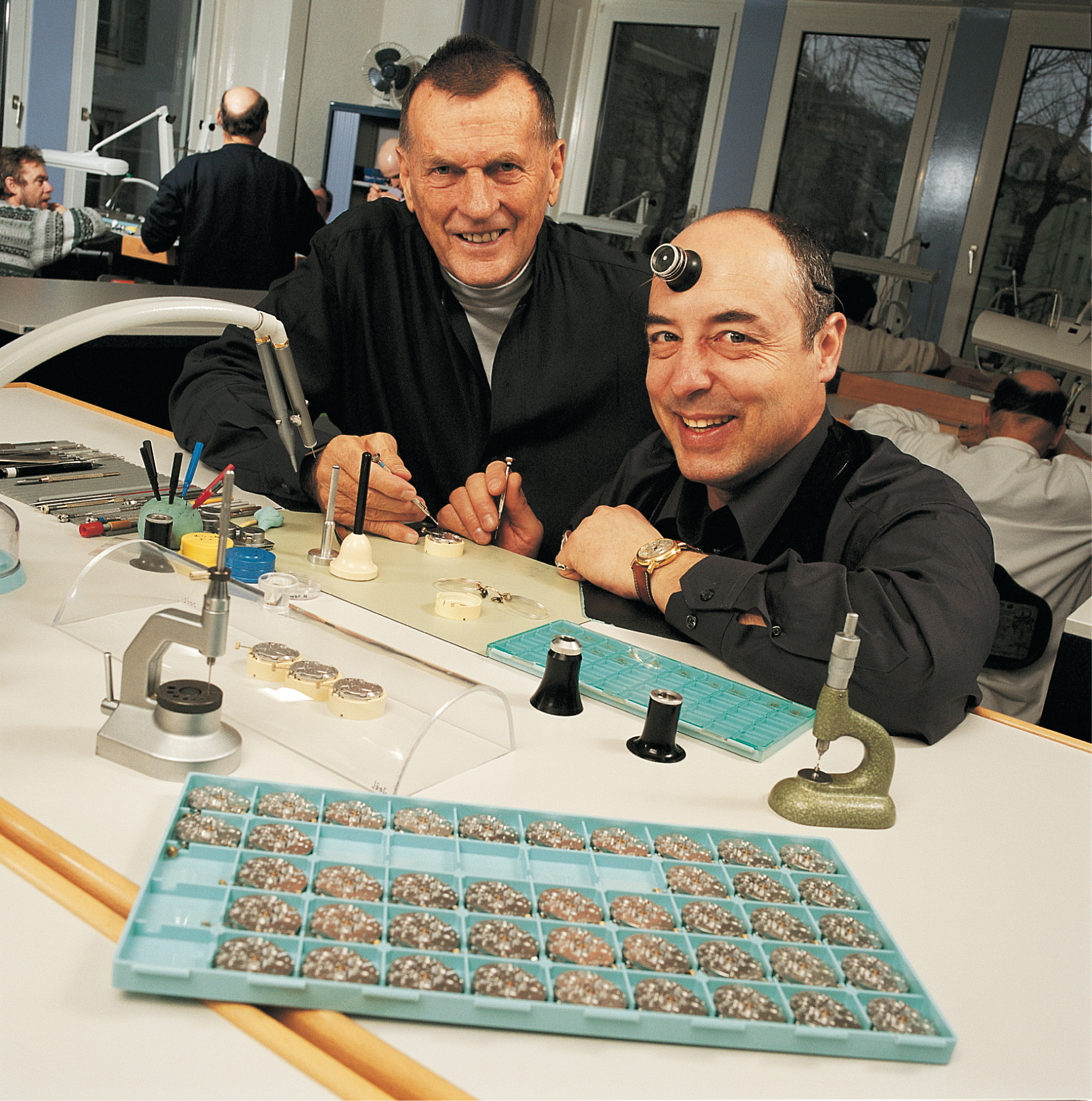
Ludwig Oechslin (rechts) mit Rolf W. Schnyder
(Ulysse Nardin)

Ludwig Oechslin (* 10. Februar 1952 in Gabicce Mare, Italien) ist Uhrenkonstrukteur und war von 2001 bis 2014 Leiter des Internationalen Uhrenmuseums (Musée international d’horlogerie) in La Chaux-de-Fonds.

## Leben
Ludwig Oechslin studierte Altertumswissenschaften an der Universität Basel. 1983 promovierte er, parallel zum Studium machte er eine Uhrmacherlehre und schloss diese 1984 als Uhrmacher-Rhabilleur ab. 1993 bestand er die Prüfung zum Eidgenössisch diplomierten Uhrmachermeister. 1995 folgte die Habilitation.
Er betreute und organisierte verschiedene Ausstellungen, unter anderem über Philipp Matthäus Hahn von 1984 bis 1990 in Stuttgart. Daneben studierte und konservierte er technische Artefakte wie die Farnesianische Uhr und 40 Uhren der Priestermechaniker. Er arbeitete als Uhrmacher (Konstruktionen und Projektmanagement) für einige Unternehmen, darunter Ulysse Nardin. Unter seiner Leitung entstanden bei Ulysse Nardin die Drehganguhr Freak sowie die  Uhrentrilogie «Trilogie der Zeit», die die Position einiger Gestirne anzeigte. Er leitete weiterhin das Projekt der großen astronomischen Türler-Uhr sowie der MIH-Watch für das Musée international d’horlogerie (MIH). Von Ludwig Oechslin existiert auch eine Rekonstruktion des Mechanismus von Antikythera.
2009 gründete Ludwig Oechslin eine eigene Uhrenmarke. Unter dem Namen Ochs und Junior werden Zeitmesser mit Mondphasenanzeigen und neuartigen Zeitzonen- sowie spiralförmigen Datumsanzeigen entwickelt.
1998 erhielt Oechslin den Anerkennungspreis des Kunst- und Kulturpreises der Stadt Luzern.